# U-57 (tàu ngầm Đức) (1938)
U-57 là một tàu ngầm duyên hải  Lớp Type II thuộc phân lớp Type IIC được Hải quân Đức Quốc Xã chế tạo trước Chiến tranh Thế giới thứ hai. Những tàu ngầm Type II vốn quá nhỏ để có thể tiến hành các chiến dịch cách xa căn cứ nhà, nên U-57 đã đảm nhiệm vai trò tàu huấn luyện tại các trường tàu ngầm Đức. Được huy động do tình trạng thiếu hụt tàu ngầm sau khi xung đột bùng nổ, nó thực hiện được mười một chuyến tuần tra tại Bắc Hải và chung quanh quần đảo Anh, đánh chìm 11 tàu buôn cùng một tàu chiến phụ trợ với tổng tải trọng 56.293 tấn. U-57 bị đắm do tai nạn va chạm với một tàu buôn vào tháng 9, 1940. Nó được trục vớt, sửa chữa và tiếp tục phục vụ huấn luyện tại vùng biển Baltic, cho đến khi bị đánh chìm trong kế hoạch Regenbogen tại Kiel vào tháng 5, 1945.

## Thiết kế và chế tạo
Phân lớp Type IIC là một phiên bản lớn hơn của Type IIB dẫn trước. Chúng có trọng lượng choán nước 291 t (286 tấn Anh) khi nổi và 341 t (336 tấn Anh) khi lặn); tuy nhiên tải trọng tiêu chuẩn được công bố chỉ có 250 tấn Anh (254 t). Chúng có chiều dài chung 43,90 m (144 ft 0 in), lớp vỏ trong chịu áp lực dài 29,60 m (97 ft 1 in), mạn tàu rộng 4,08 m (13 ft 5 in), chiều cao 8,40 m (27 ft 7 in) và mớn nước 3,82 m (12 ft 6 in).
Chúng trang bị hai động cơ diesel MWM RS 127 S 6-xy lanh 4 thì công suất 700 mã lực mét (510 kW; 690 shp) để đi đường trường và hai động cơ/máy phát điện Siemens-Schuckert PG VV 322/36 tổng công suất 460 mã lực mét (340 kW; 450 shp) để lặn, hai trục chân vịt và hai chân vịt đường kính 0,85 m (3 ft). Các con tàu có thể lặn đến độ sâu 80–150 m (260–490 ft). Chúng đạt được tốc độ tối đa 12 kn (22 km/h) trên mặt nước và 7 kn (13 km/h) khi lặn,  với tầm hoạt động tối đa 3.800 nmi (7.000 km) khi đi tốc độ đường trường 8 kn (15 km/h), và 35–42 nmi (65–78 km) ở tốc độ 4 kn (7,4 km/h) khi lặn.
Vũ khí trang bị bao gồm ba ống phóng ngư lôi 53,3 cm (21 in) trước mũi, mang theo tổng cộng năm quả ngư lôi hoặc cho đến 12 quả thủy lôi TMA. Một pháo phòng không 2 cm (0,79 in) cũng được trang bị trên boong tàu. Thủy thủ đoàn bao gồm 25 sĩ quan và thủy thủ.
U-57 được đặt hàng vào ngày 17 tháng 6, 1937. Nó được đặt lườn tại xưởng tàu của hãng Deutsche Werke tại Kiel vào ngày 14 tháng 9, 1937, hạ thủy vào ngày 3 tháng 9, 1938, và nhập biên chế cùng Hải quân Đức Quốc Xã vào ngày 29 tháng 12, 1938 dưới quyền chỉ huy của Hạm trưởng, Trung úy Hải quân Claus Korth.

## Lịch sử hoạt động

### 1939
U-57 đã đảm nhiệm vai trò tàu huấn luyện trong thành phần Chi hạm đội U-boat 5. Được huy động do tình trạng thiếu hụt tàu ngầm sau khi xung đột bùng nổ, nó thực hiện được mười một chuyến tuần tra tại khu vực Bắc Hải và chung quanh quần đảo Anh. Nó đã đánh chìm mười một tàu buôn đối phương tải trọng 48.053 gross register tons (GRT) cùng một tàu chiến phụ trợ tải trọng8.240 GRT, đồng thời gây tổn thất toàn bộ một tàu buôn cùng làm hư hại hai tàu buôn nữa.

#### Chuyến tuần tra thứ nhất, thứ hai và thứ ba
U-57 thực hiện các chuyến tuần tra thứ nhất và thứ hai trong thời gian ngắn và không xa hơn vùng biển Kattegat giữa Na Uy, Thụy Điển và Đan Mạch. Chuyến tuần tra thứ ba mở rộng phạm vi hoạt động đến vùng biển giữa các quần đảo Orkney và Shetland, cả ba chuyến đều không mang lại kết quả.

#### Chuyến tuần tra thứ tư và thứ năm
Trong hai chuyến tuần tra tiếp theo, U-57 giới hạn phạm vi hoạt động về khu vực phía Nam Bắc Hải.

### 1940

#### Chuyến tuần tra thứ sáu
Trong chuyến tuần tra thứ sáu, U-57 đánh chìm chiếc Miranda ở vị trí 20 nmi (37 km) về phía Tây Bắc Peterhead, Scotland vào ngày 20 tháng 1, 1940.

#### Chuyến tuần tra thứ bảy
Trong chuyến tuần tra thứ sáu, vào ngày 14 tháng 2, U-57 phóng ngư lôi tấn công chiếc Gretafield về phía Đông Nam Noss Head, Scotland. Gretafield bốc cháy và bị bỏ lại, trôi dạt vào bờ tại Dunbeath, Caithness, vỡ làm đôi và được xem là tổn thất toàn bộ. Sau đó U-57 nằm trong số sáu tàu ngầm U-boat tham gia Chiến dịch Nordmark, khi nó trinh sát khu vực các quần đảo Orkney và Shetland nhằm chuẩn bị cho các tàu chiến chủ lực Scharnhorst, Gneisenau và Admiral Hipper hoạt động từ ngày 18 đến ngày 20 tháng 2.

#### Chuyến tuần tra thứ tám và thứ chín
Trong chuyến tuần tra thứ tám, tại khu vực phụ cận Orkney, U-57 đánh chìm chiếc Daghestan ở vị trí 9 nmi (17 km) về phía Đông Copinsay, Orkney vào ngày 25 tháng 3. Nó thực hiện chuyến tuần tra thứ chín tại Bắc Hải ngoài khơi bờ biển Scotland, Orkney và Shetland mà không có kết quả.

#### Chuyến tuần tra thứ mười
U-57 chuyển căn cứ đến Bergen, Na Uy vào ngày 15 tháng 7. Cùng vào ngày này tại lối vào vũng biển Kors, nó bị tàu ngầm Anh HMS Tetrarch phóng ba quả ngư lôi tấn công, nhưng đã không trúng đích. Hai ngày sau đó, U-57 lần lượt đánh chìm chiếc O.A. Brodin ở vị trí 15 nmi (28 km) về phía Tây Bắc Noup Head thuộc quần đảo Orkney, và chiếc Manipur ở vị trí 8 nmi (15 km) về phía Tây Bắc Cape Wrath, Scotland. Đến ngày 3 tháng 8, nó tiếp tục đánh chìm chiếc Atos ở vị trí 30 nmi (56 km) về phía Bắc Malin Head Ireland. Sau chuyến tuần tra này, U-57 chuyển sang căn cứ vừa mới chiếm được tại cảng Lorient, bên bờ biển Đại Tây Dương của Pháp, đến nơi vào ngày 7 tháng 8.

#### Chuyến tuần tra thứ mười một
Từ căn cứ mới, U-57 tiếp tục hoạt động tại khu vực tuần tra quen thuộc. Vào ngày 24 tháng 8, nó phóng ngư lôi đánh chìm chiếc Cumberland cùng gây hư hại cho chiếc Havildar ở vị trí 25 nmi (46 km) về phía Đông Bắc Malin Head. Sang ngày hôm sau chiếc tàu ngầm bị các tàu chiến Anh tấn công, nhưng cũng đánh chìm thêm chiếc Pecten.

### 1941 - 1945
Sau khi quay trở lại vai trò huấn luyện, tại Brunsbüttel (Tây Bắc Hamburg) vào ngày 3 tháng 9, 1940, U-57 gặp tai nạn va chạm với tàu buôn Na Uy Rona lúc 00 giờ 15 phút, và đắm tại tọa độ 53°53′B 09°09′Đ / 53,883°B 9,15°Đ, sáu thành viên thủy thủ đoàn đã thiệt mạng, và có 19 người sống sót. Con tàu được trục vớt vào ngày 9 tháng 9, đưa đến Kiel, xuất biên chế vào ngày 16 tháng 9 để sửa chữa tại xưởng tàu Deutsche Werke AG. U-57 quay trở lại hoạt động vào ngày 11 tháng 1, 1941.
Vào tháng 8, 1943, U-57 cùng với tàu ngầm chị em U-58 tham gia vào thử nghiệm van dùng cho ống hơi do Deutsche Werke chế tạo. Trong thử nghiệm, ống hơi đã thế chỗ kính tiềm vọng thứ hai. Thử nghiệm thành công, nên một kiểu ống hơi có thể thu gọn được lắp đặt trước cầu tàu cho những tàu ngầm Type VIIC.
Khi chiến tranh đi vào giai đoạn kết thúc, U-57 ngừng hoạt động vào tháng 4, 1945. Theo dự định của kế hoạch Regenbogen, U-57 bị đánh đắm tại Kiel vào ngày 3 tháng 5, 1945 để tránh lọt vào tay lực lượng Đồng Minh. Xác tàu đắm được trục vớt và tháo dỡ vào năm 1950.

### Tóm tắt chiến công
U-57 đã đánh chìm mười một tàu buôn đối phương tải trọng 48.053 gross register tons (GRT) cùng một tàu chiến phụ trợ tải trọng8.240 GRT, đồng thời gây tổn thất toàn bộ một tàu buôn cùng làm hư hại hai tàu buôn nữa:
| Ngày              | Tên tàu           | Quốc tịch              | Tải trọng | Số phận            |
| ----------------- | ----------------- | ---------------------- | --------- | ------------------ |
| 17 tháng 11, 1939 | Kaunas            | Litva                  | 1.566     | Bị đánh chìm       |
| 19 tháng 11, 1939 | Stanbrook         | Anh Quốc               | 1.383     | Bị đánh chìm       |
| 13 tháng 12, 1939 | Mina              | Estonia                | 1.173     | Bị đánh chìm       |
| 20 tháng 1, 1940  | Miranda           | Na Uy                  | 1.328     | Bị đánh chìm       |
| 26 tháng 1, 1940  | HMS Durham Castle | Hải quân Hoàng gia Anh | 8.240     | Bị đánh chìm (mìn) |
| 14 tháng 2, 1940  | Gretafield        | Anh Quốc               | 10.191    | Tổn thất toàn bộ   |
| 21 tháng 2, 1940  | Loch Maddy        | Anh Quốc               | 4.996     | Bị hư hại          |
| 25 tháng 3, 1940  | Daghestan         | Anh Quốc               | 5.742     | Bị đánh chìm       |
| 17 tháng 7, 1940  | Manipur           | Anh Quốc               | 8.652     | Bị đánh chìm       |
| 17 tháng 7, 1940  | O.A. Brodin       | Thụy Điển              | 1.960     | Bị đánh chìm       |
| 3 tháng 8, 1940   | Atos              | Thụy Điển              | 2.161     | Bị đánh chìm       |
| 24 tháng 8, 1940  | Cumberland        | Anh Quốc               | 10.939    | Bị đánh chìm       |
| 24 tháng 8, 1940  | Havildar          | Anh Quốc               | 5.407     | Bị hư hại          |
| 24 tháng 8, 1940  | Saint Dunstan     | Anh Quốc               | 5.681     | Bị đánh chìm       |
| 25 tháng 8, 1940  | Pecten            | Anh Quốc               | 7.468     | Bị đánh chìm       |